# 崔宇植
崔宇植（： Choi Woo-sik，1990年3月26日—），韩国男演员。十歲時隨家人移民至加拿大，後因夢想成為演員而回到韓國。2014年，憑藉電影《巨人》獲得釜山國際影展年度演員獎及青龍電影獎最佳男新人獎等獎項，演技備受肯定。隨後出演《屍速列車》、《寄生上流》等多部知名電影，因此打開知名度收穫不少人氣。

## 早年生活
崔宇植在小學五年級時跟隨家人移民加拿大溫哥華，曾就讀青松公立中學，在就讀西門菲莎大學藝術學位一年級時，立志做舞台導演的他因為朋友提議做導演前不如先做演員累積經驗，尤其單眼皮男星如Rain、李準基等在韓國都大受歡迎，可以一試，並幫他到處寄履歷，得到《Dream High》劇組邀請面試因而回到韓國，成功過關，但因《Dream High》劇組改組，失去演出機會，後來陸續參加試鏡開展演員之路。崔宇植回韓國後沒有放棄學業。

## 演藝生涯

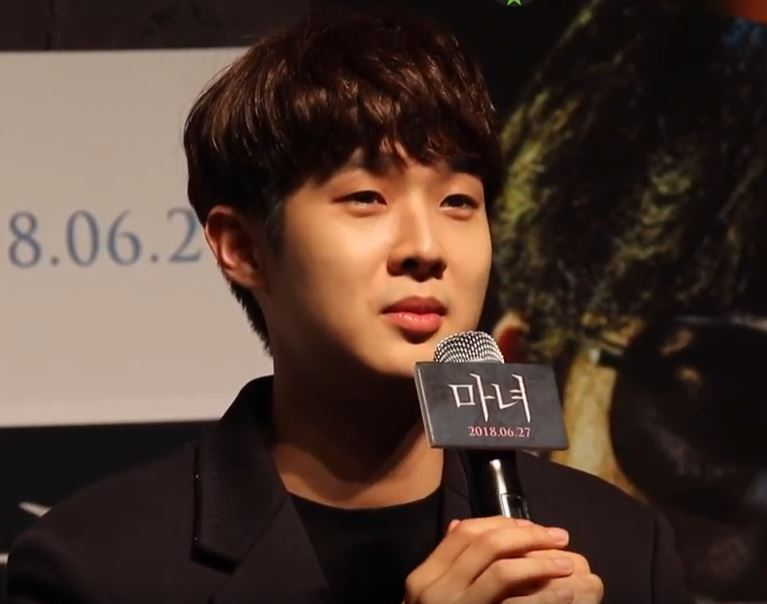
2018年崔宇植出席《魔女首部曲：誕生》電影發布會

宇植全心投入演藝事業，出演數個電視劇配角，如《閣樓上的王子》與《特殊案件專案組TEN》。2014年，宇植主演獨立成長電影《巨人》，是其首次擔綱男主角。憑藉此片宇植榮獲第19屆釜山國際電影節年度演員獎、第36屆青龍電影獎最佳新人男演員等獎項。2015年，在tvN月火連續劇《豪苟的愛》中飾演男主角強豪苟，戲中一段「biya biya」靈活又搞笑的舞蹈成為名場面。
2016年至2017年，宇植在災難電影《屍速列車》及韓美合拍動作冒險片《玉子》中飾演配角。他曾在訪問中提及，兩部電影的導演延尚昊與奉俊昊曾分別表示他在電影《巨人》中的表現「令人印象深刻」，主動邀請他加盟電影。
2017年，主演JTBC金土連續劇《The Package》和KBS2勵志愛情喜劇《三流之路》。2018年，主演科幻動作電影《魔女首部曲：誕生》和古裝動作電影《怪物》。
2019年，宇植再次受到名導演奉俊昊的垂青，在剧情片《寄生上流》擔演男主角金基宇，在片中飾演一位在窮困家庭成長的兒子而寄居在富有家庭之上。電影上映後在國内及海外大受歡迎，使宇植在海外人氣急升，並在多個國際影展上榮獲眾多提名。包括在第72屆坎城影展的官方競賽單元中獲得金棕榈奖，成為第一部獲得该獎的韓國電影。在第77屆金球獎中獲得最佳外語片，成為大韓民國首部拿下金球獎的電影。在第73屆英國電影學院獎中獲得最佳外語片和最佳原创剧本。在第92屆奧斯卡金像獎中获得最佳影片奖、最佳国际影片獎（原名最佳外语片奖）、最佳导演奖及最佳原创剧本奖，是史上首部获得奥斯卡奖最佳影片獎、最佳原创剧本奖的亞洲電影及非英語电影。此外，宇植憑著出色的演出提名第28屆釜日電影獎最佳男主角及第24屆春史電影獎最佳男主角。同年下半年主演奇幻悬疑恐怖电影《驅魔使者》。
2020年，主演動作片《狩獵的時間》。2020年6月30日，崔宇植及另外4位《寄生上流》演員被邀請為奧斯卡會員之一，有奧斯卡獎投票權。
2021年，與曾經於《魔女首部曲：誕生》共演而有「魔女CP」之稱的金多美二度合作主演SBS青春浪漫電視劇《那年，我們的夏天》，成為2021年末韓劇黑馬；劇中「要不要來我家喝紅棗茶？」台詞更直接取代「要不要吃個拉麵再走？」的流行語，憑藉本劇宇植人氣急速上升，晉升新「國民初戀男友」。
2022年，與趙震雄主演之劇情犯罪懸疑電影《警官之血》上映。

## 演出作品

### 電影
| 年份 | 電影名稱         | 角色             | 備註     |
| 2011 | 練習曲，獨奏     |                  |          |
| 2011 | 今天             | 金泰浩           |          |
| 2012 | 無情的都市       |                  |          |
| 2013 | 偉大的隱藏者     | 尹柳俊           | 配角     |
| 2014 | 巨人             | 朴永載           | 主角     |
| 2014 | 拳力遊戲         | 具路             | 配角     |
| 2015 | 無限春光27       | 明君             | 配角     |
| 2016 | 屍速列車         | 閔英國           | 主演     |
| 2017 | 玉子             | 金（Kim）        | 配角     |
| 2018 | 宮合             | 南智浩（南緇嘑） | 配角     |
| 2018 | 宅配男逃亡曲     | 朱浩             | 特別演出 |
| 2018 | 魔女首部曲：誕生 | 貴公子           | 主演     |
| 2018 | 怪物             | 許宣傳官         | 主演     |
| 2019 | 寄生上流         | 金基宇           | 主演     |
| 2019 | 驅魔使者         | 崔神父           | 特別演出 |
| 2019 | 她的名字叫薔薇   | 順哲（青年時期） |          |
| 2020 | 狩獵的時間       | 奇勳             | 主演     |
| 2022 | 警官之血         | 崔旻載           | 主演     |
| 2024 | 梦境             | 贤秀             | 主演     |

### 電視劇
| 年份 | 電視台  | 劇名                                 | 角色               | 備註              |
| 2010 | MBC     | 同伊                                 | 被偷錢包的兩班貴族 | 第51集客串        |
| 2010 | MBC     | 越看越可愛                           | 鄭秀晶的男朋友     | 第138集客串       |
| 2010 | MBC     | 惡作劇之吻 網路版                    | 白勝祖的後輩       | 第7集             |
| 2011 | MBC     | 夥伴 (韓國電視劇)                    | 貴童（少年時期）   |                   |
| 2011 | KBS2    | KBS Drama Special—盈德女子摔跤隊     |                    |                   |
| 2011 | SBS     | 要帥氣的生活                         | 羅稚鑼             | 配角              |
| 2011 | SBS     | 樹大根深                             | 鄭基準（青年時期） |                   |
| 2011 | OCN     | 特殊案件專案組TEN                    | 朴旻昊             | 主演              |
| 2012 | SBS     | 閣樓上的王子                         | 陶致山             | 主演              |
| 2012 | KBS2    | Family                               | 劣宇鳳（烈宇奉）   | 配角              |
| 2012 | KBS2    | KBS Drama Special—朋友之間的兇手     | 金道賢             |                   |
| 2013 | OCN     | 特殊案件專案組TEN 2                  | 朴旻昊             | 主演              |
| 2013 | tvN     | 你是誰 (2013年電視劇)                | 駭客熙久           | 第10, 12-13集客串 |
| 2013 | MBC     | Drama Festival—搜查部班長—保護王祖賢 | 傅仲植             | 主角              |
| 2014 | SBS     | 你們被包圍了                         | 崔宇植             | 第4集客串         |
| 2014 | MBC     | 命中注定我愛你                       | 李龍               | 配角              |
| 2014 | MBC     | 傲慢與偏見                           | 李章源             | 配角              |
| 2015 | tvN     | 豪苟的愛                             | 姜浩九             | 主角              |
| 2015 | SBS     | 我的夢幻葬禮                         | 朴東秀             | 主角              |
| 2017 | KBS2    | 三流之路                             | 朴武彬             | 客串              |
| 2017 | JTBC    | The Package                          | 金景宰             | 配角              |
| 2021 | SBS     | 那年，我們的夏天                     | 崔雄               | 主角              |
| 2024 | Netflix | 殺人者的難堪                         | 李唐               | 主角              |
| 2025 | Netflix | 我們的浪漫電影                       | 高谦               | 主角              |
| 2025 | SBS     | 宇宙Marry Me                         | 金宇宙             | 主角              |

### 網路劇
| 年份 | 平台           | 劇名         | 角色               | 備註      |
| 2013 | Naver          | 陌生的一天   | 蔡萬植             | 主角      |
| 2015 | 優酷網、土豆網 | Dream Knight | 暗戀周仁馨的男同學 | 第2集客串 |
| 2017 | Naver          | 曖昧男       | 朴圭泰             | 主角      |

### 音樂錄影帶
| 年份 | 歌手    | 歌曲名稱               |
| 2014 | IU      | 《My old story》       |
| 2015 | DAY6    | 《Congratulations》    |
| 2017 | 林瑟雍  | 《그 순간》]           |
| 2017 | DAY6    | 《You Were Beautiful》 |
| 2021 | Peakboy | 《GYOPO HAIRSTYLE》    |

## 綜藝節目
| 年份 | 日期                  | 電視台 | 節目名稱              | 季度       | 集數 | 備註                      |
| 2013 | 10月8日－2014年7月1日 | SBS    | 心跳                  | -          | 32集 | 2013年9月6日、9月13日試播 |
| 2020 | 7月17日－10月2日      | tvN    | 暑假                  | -          | 11集 |                           |
| 2021 | 1月8日－4月9日        | tvN    | 尹STAY                | 系列第三季 | 13集 |                           |
| 2022 | 7月22日－             | JTBC   | In the Soop：友情旅行 | -          | 4集  | 與Wooga Family一同拍攝    |
| 2023 | 2月24日－5月5日       | tvN    | 瑞鎮家                | -          | 11集 |                           |

## 音樂作品
| 年份 | 歌曲名稱            | 備註                              |
| 2017 | 《Some Guys》       | 網路劇《曖昧男》OST，與張基龍合唱 |
| 2019 | 《A Glass of Soju》 | 電影《寄生上流》OST               |
| 2021 | 《Poom》            | Feat. Peakboy                     |

## 獲獎及提名列表
| 類別                     | 頒獎日期       | 獎項                  | 提名項目             | 結果 | 參            |
| 釜山國際影展             | 2014年10月13日 | 年度演員獎            | 《巨人》             | 獲獎 | [ 25 ] [ 26 ] |
| Max電影大獎              | 2015年         | 最佳男子新人獎        | 《巨人》             | 提名 |               |
| Max電影大獎              | 2016年2月25日  | 新星獎                | 崔宇植               | 獲獎 | [ 27 ]        |
| 釜山電影評論家協會獎     | 2015年         | 最佳男子新人獎        | 《巨人》             | 獲獎 |               |
| 野花電影獎               | 2015年4月9日   | 最佳男子新人獎        | 《巨人》             | 獲獎 | [ 28 ]        |
| 釜日電影獎               | 2015年10月2日  | 最佳男子新人獎        | 《巨人》             | 提名 |               |
| 韓國電影評論家協會獎     | 2015年11月2日  | 最佳男子新人獎        | 《巨人》             | 獲獎 | [ 29 ]        |
| 青龍電影獎               | 2015年11月26日 | 最佳男子新人獎        | 《巨人》             | 獲獎 | [ 30 ]        |
| 韓國電影演員協會獎       | 2015年12月29日 | 人氣演員獎            | 《巨人》             | 獲獎 | [ 31 ]        |
| 春史電影獎               | 2016年4月5日   | 特別人氣獎            | 崔宇植               | 獲獎 | [ 32 ]        |
| Korea First Brand Awards | 2019年12月17日 | 電影部門男演員獎      | 崔宇植               | 獲獎 | [ 33 ]        |
| 春史電影獎               | 2019年7月18日  | 男主角獎              | 《寄生上流》         | 提名 | [ 34 ]        |
| 釜日電影獎               | 2019年10月4日  | 男主角獎              | 《寄生上流》         | 提名 | [ 35 ]        |
| 新墨西哥影評人協會       | 2019年12月8日  | 最佳整體演出          | 《寄生上流》         | 亚军 | [ 36 ]        |
| 華盛頓特區影評人協會     | 2019年12月8日  | 最佳整體演出          | 《寄生上流》         | 提名 | [ 37 ]        |
| 底特律影評人協會         | 2019年12月9日  | 最佳整體演出          | 《寄生上流》         | 提名 | [ 38 ]        |
| 韓國導演選擇獎           | 2019年12月12日 | 年度男演員獎          | 《寄生上流》         | 提名 | [ 39 ]        |
| 波士頓影評人協會         | 2019年12月15日 | 最佳整體演出          | 《寄生上流》         | 亚军 | [ 40 ]        |
| 印第安納電影記者協會     | 2019年12月16日 | 最佳整體演出          | 《寄生上流》         | 提名 | [ 41 ] [ 42 ] |
| 西雅圖影評人協會         | 2019年12月16日 | 最佳整體演出          | 《寄生上流》         | 獲獎 | [ 43 ]        |
| IGN獎                    | 2019年12月21日 | 年度電影整體演出      | 《寄生上流》         | 提名 | [ 44 ]        |
| IGN人民選擇獎            | 2019年12月21日 | 年度電影整體演出      | 《寄生上流》         | 提名 | [ 44 ]        |
| 佛羅里達影評人協會       | 2019年12月23日 | 最佳整體演出          | 《寄生上流》         | 提名 | [ 45 ] [ 46 ] |
| 女性影評人線上協會       | 2019年12月23日 | 最佳整體演出          | 《寄生上流》         | 亚军 | [ 47 ]        |
| 哥倫布影評人協會         | 2020年1月2日   | 最佳整體演出          | 《寄生上流》         | 獲獎 | [ 48 ]        |
| 奧斯汀影評人協會         | 2020年1月6日   | 最佳整體演出          | 《寄生上流》         | 提名 | [ 49 ] [ 50 ] |
| 喬治亞影評人協會         | 2020年1月10日  | 最佳整體演出          | 《寄生上流》         | 提名 | [ 51 ]        |
| 音樂之城影評人協會       | 2020年1月10日  | 最佳整體演出          | 《寄生上流》         | 提名 | [ 52 ] [ 53 ] |
| 評論家選擇電影獎         | 2020年1月12日  | 最佳整體演出          | 《寄生上流》         | 提名 | [ 54 ]        |
| 美國演員工會獎           | 2020年1月19日  | 最佳電影整體演出      | 《寄生上流》         | 獲獎 | [ 55 ]        |
| 在線電影與電視協會       | 2020年2月2日   | 最佳整體演出          | 《寄生上流》         | 獲獎 | [ 56 ]        |
| 金賽電影獎               | 2020年2月4日   | 最佳整體演出          | 《寄生上流》         | 獲獎 | [ 57 ]        |
| 國際電影愛好者協會       | 2020年2月4日   | 最佳整體演出          | 《寄生上流》         | 獲獎 | [ 58 ]        |
| 克羅魯迪斯獎             | 2020年3月25日  | 最佳整體演出          | 《寄生上流》         | 獲獎 | [ 59 ]        |
| 亞洲電影大獎             | 2020年10月28日 | 最佳男配角            | 《寄生上流》         | 提名 | [ 60 ] [ 61 ] |
| SBS演技大賞              | 2021年12月31日 | 最佳情侶獎            | 《那年，我們的夏天》 | 提名 |               |
| SBS演技大賞              | 2021年12月31日 | 男子Directors獎       | 《那年，我們的夏天》 | 獲獎 |               |
| 第8屆APAN Star Awards    | 2022年9月29日  | 迷你劇 男子優秀演技獎 | 《那年，我們的夏天》 | 提名 | [ 62 ]        |
| 第3屆青龍系列大獎        | 2024年7月19日  | TIRTIR人氣明星賞      | 不適用               | 獲獎 |               |
| 第3屆青龍系列大獎        | 2024年7月19日  | 電視劇部門 男主角獎   | 《殺人者的難堪》     | 提名 |               |
| 第6屆亞洲內容大獎        | 2024年10月6日  | 最佳男主角獎          | 《殺人者的難堪》     | 提名 |               |

## 備註
1. ↑  與《從前，有個好萊塢》並列

## 外部連結
- 崔宇植在NAVER上的资料
- 崔宇植的X（前Twitter）
- 崔宇植的Instagram帳戶